# Tutkarz brzozowiec
Tutkarz brzozowiec, tutkarz czarny, zwijacz brzozowiec, zwijacz czarny (Deporaus betulae) – gatunek chrząszcza z rodziny tutkarzowatych. Zamieszkuje palearktyczną Eurazję od Półwyspu Iberyjskiego po Rosyjski Daleki Wschód i Wyspy Japońskie, na północ sięgając poza koło podbiegunowe. Zarówno larwy, jak i postacie dorosłe są foliofagami brzozy, a rzadziej innych drzew liściastych. Samice składają liście w smukłe, stożkowate tutki, w których rozwijają się potem larwy.

## Taksonomia
Gatunek ten opisany został po raz pierwszy w 1758 roku przez Karola Linneusza w dziesiątym wydaniu Systema Naturae pod nazwą Attelabus betulae. W 1819 wyznaczony został przez George’a Samouelle’a gatunkiem typowym nowego rodzaju Deporaus. Współcześnie zaliczany jest podrodzaju nominatywnego, Deporaus s. str., wraz z pokrwnym Deporaus podager z Azji Mniejszej.

## Morfologia
Chrząszcz o krępym ciele długości od 3 do 6 mm, w całości ubarwionym czarno, błyszczącym, pokrytym krótkim, jasnym, półwzniesionym owłosieniem.
Ryjek jest niemal tak długi jak głowa, dość gruby; u samca jego długość jest 1,86–2,33 raza większa niż szerokość, a u samicy 2–2,6 raza większa niż szerokość. U samca czułki osadzone są pośrodku, a u samicy przed środkiem jego długości. Buławka czułków u samca jest szeroka, u samicy zaś węższa. Czoło jest prawie płaskie, delikatnie punktowane, u samicy szersze niż u samca. Oczy są duże, wysklepione silnie, jednak słabiej niż u podobnego D. nidificus. Powierzchnia głowy za oczami jest grubo punktowana i błyszcząca. Skronie są gęsto punktowane, u samca nieco krótsze, a u samicy nieco dłuższe od oczu.
Przedplecze jest trochę szersze niż dłuższe (stosunek szerokość do długości wynosi maksymalnie 1,18), szersze niż głowa mierzona z oczami, za przednią krawędzią mocno przewężone, a dalej o bokach lekko zaokrąglonych. Powierzchnia przedplecza jest błyszcząca, pozbawiona bruzdy przez środek, punktowana stosunkowo gęsto i delikatnie. Tarczka jest trapezowata, dobrze widoczna i grubo punktowana. Pokrywy są znacznie szersze od przedplecza, od 1,6 do 1,7 raza dłuższe niż w barkach szerokie. Zarys pokryw u samca jest prawie prostokątny, u samicy rozszerzony ku tyłowi. Rzędy pokryw są stosunkowo szerokie, mają regularny przebieg i zawierają duże, głębokie punkty. Międzyrzędy są węższe od rzędów i delikatnie punktowane. Śródpiersie jest delikatnie punktowane. Zapiersie punktowane jest drobno i rzadko. U samca odnóża tylnej pary mają silnie zgrubiałe uda o delikatnie piłkowanej krawędzi wewnętrznej. U samicy uda te są słabo pogrubione i niepiłkowane. Stopy mają człon pierwszy wydłużony, drugi trójkątny, trzeci dwupłatowy, a czwarty wydłużony i zwieńczony ząbkowanymi pazurkami.
Odwłok ma gęste, na spodzie podwójne punktowanie.

## Biologia i ekologia

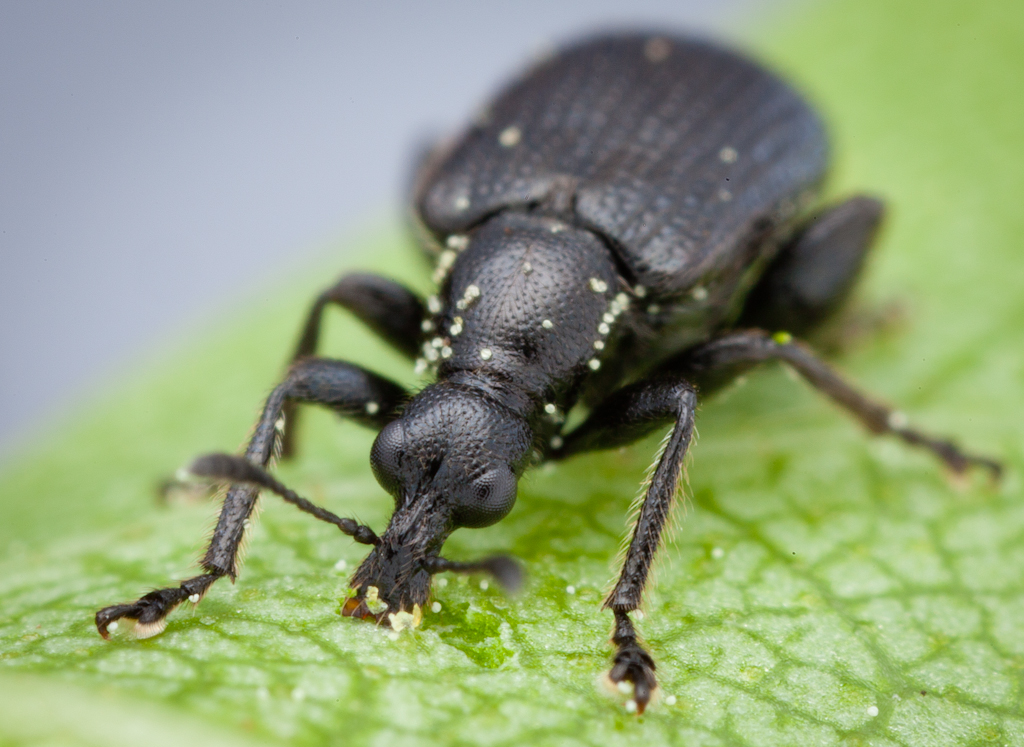
Żerujące imago

Owad ten zasiedla lasy, zarośla, zagajniki, parki i nasadzenia przydrożne. Zarówno larwy, jak i postacie dorosłe są polifagicznymi foliofagami drzew liściastych. Żerują głównie na liściach brzóz, ale do ich roślin pokarmowych należą też buki, dęby, graby, leszczyny, lipy i olchy. Z kolei kasztan jadalny, topole, wierzby i wiśnia ptasia wymieniane są przez literaturę jako rośliny żywicielskie błędnie. Preferują drzewa młode, unikając zwartych, starszych drzewostanów.
Występuje jedno pokolenie w ciągu roku. Owady dorosłe aktywne są od kwietnia do lipca. Przeżywają od 1 do 2,5 miesiąca. Latają przy ciepłej i słonecznej pogodzie. Na drzewach przebywają tylko przy temperaturze powyżej 15 °C. Chłodniejsze i deszczowe okresy przeczekują w schronieniach na powierzchni gleby. Żerują wygryzając otworki w blaszce liściowej, ustawione w prostej, rzadko zakrzywionej linii. Po trwającym 1–5 minut żerowaniu trawią pokarm przez nawet ponad pół godziny. Produkowane przez nie odchody są podłużne, początkowo zielone, a później czarne. Woda przyjmowana jest z pokarmem lub wypijana z kropli deszczu czy rosy. Zaniepokojone chrząszcze mogą odfruwać lub spadać na ziemię pozostając w bezruchu do 20 sekund.

### Rozród i rozwój

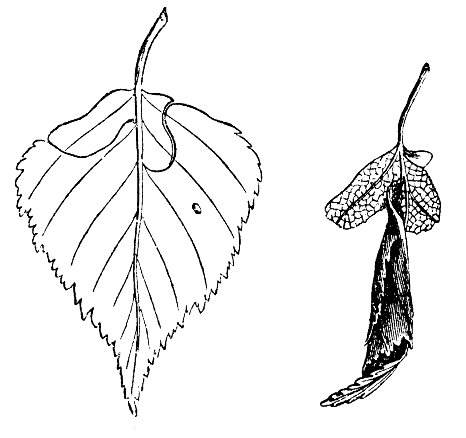
Sposób nacinania i zwijania liścia przez samicę

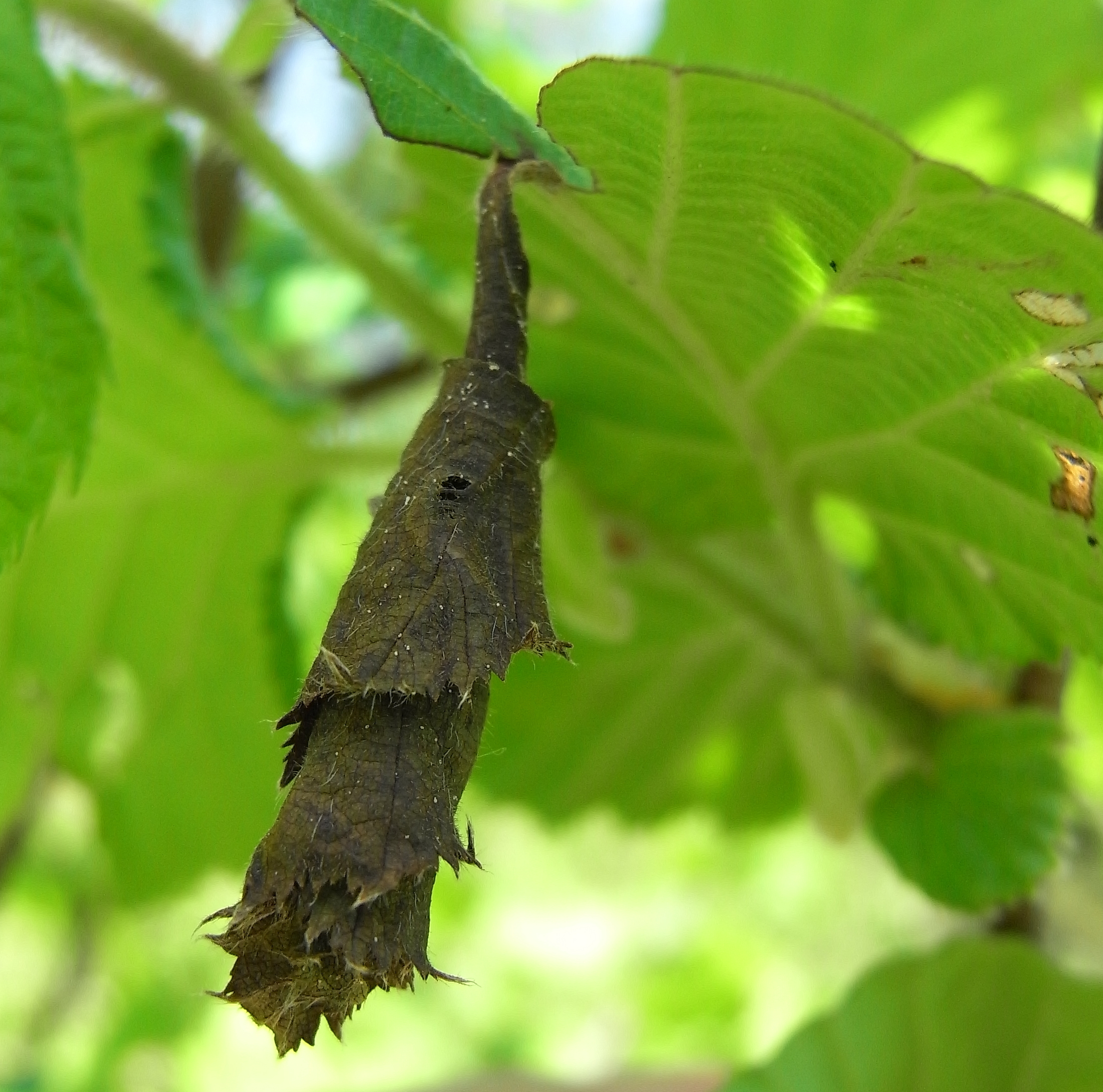
Tutka

Chrząszcze przystępują do rozrodu po 4–8 dniach żerowania. Kopulacja trwa od 5 do 40 minut (średnio 20). Ten sam owad kopuluje do siedmiu razy dziennie. Dojrzewanie jaj wymaga od 5 do 7 dni żerowania. Samica wykazuje troskę o potomstwo. Nacina ona liść esowato z obu stron w kierunku żyłki głównej, po czym zwija go w stożkowatą, smukłą, dobrze zamkniętą tutkę, w której to rozwijać się będzie larwa. Wybiera młode liście umieszczone na pędach przedwierzchołkowo. Tutka zajmuje około 70% powierzchni liścia. Do jednej tutki samica składa od jednego do czterech jaj. Po zwinięciu jednej przystępuje do zwijania kolejnych.
Jaja mają kształt na wierzchołkach zaokrąglonego i lekko ku jednemu z nich zwężonego cylindra. Ich średni wymiar to 0,87 × 0,43 mm. Ubarwienie mają żółtozielone, a ich powierzchnia jest gładka i połyskująca. Klucie larw następuje po 2–3 tygodniach inkubacji. Wewnątrz tutki larwa przechodzi przez trzy stadia rozwojowe. Larwa pierwszego stadium zjada osłonkę jajową po czym wygryza w miękiszu chodnik o długości od 5 do 9 mm i szerokości od 1 do 2 mm. Odchody jej początkowo są ciemne, ale szybko czernieją. Pierwsze linienie następuje po około 3 tygodniach żerowania. Larwa drugiego stadium najpierw zjada wylinkę, potem żeruje w minie, a następnie nieregularnie perforuje liść. Drugie linienie następuje po kolejnych 3 tygodniach żerowania. Larwa trzeciego stadium najpierw zjada wylinkę, a potem żeruje bardzo nieregularnie na wewnętrznej części tutki. W ciągu całego rozwoju larwa konsumuje średnio 1,7 cm² powierzchni liścia.
Po zakończeniu żerowania tutka usycha, brązowieje i odpada z drzewa pod wpływem wiatru lub deszczu. Wyrośnięta larwa wygryza się następnie z opadniętej tutki i chowa się w glebie. Przepoczwarczenie następuje między sierpniem a listopadem w wierzchniej warstwie gleby, do głębokości około 5 cm. Osobnik dorosły pozostaje w glebie do wiosny następnego roku.

### Wrogowie
Parazytoidami jaj tutkarza brzozowca są Ophineurus signatus i Trichogramma dendrolimi, błonkoskrzydłe z rodziny kruszynkowatych. Larwy tutkarza porażane bywają przez błonkoskrzydłe z rodziny męczelkowatych. Padają też ofiarami drapieżnictwa ze strony larw sieciarek. Populację ogranicza też niszczenie tutek przez roślinożerców, w tym pryszczarkowate (np. z rodzaju Leptodiplosis) i gąsienice Anacampsis populelli z rodziny skośnikowatych.

## Rozprzestrzenienie

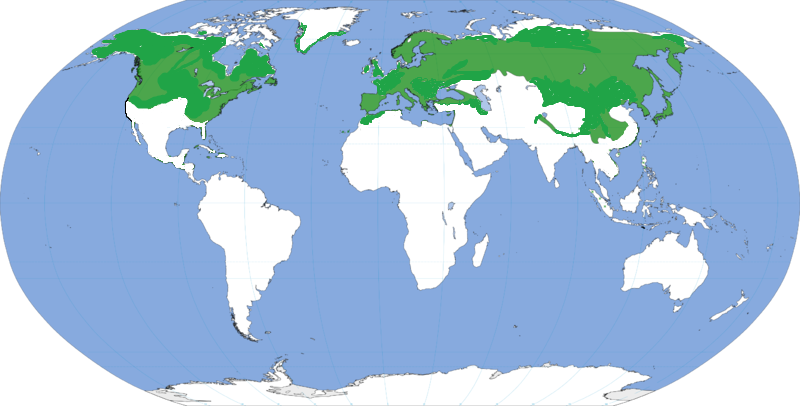
Zasięg rodzaju brzoza na świecie; tutkarz brzozowy występuje w eurazjatyckiej części zasięgu

Gatunek transpalearktyczny, geograficznie związany z zasięgiem brzozy. W Europie znany jest z Hiszpanii, Irladnii, Wielkiej Brytanii, Francji, Belgii, Holandii, Niemiec, Szwajcarii, Austrii, Włoch, Szwecji, Norwegii, Finlandii, Estonii, Łotwy, Litwy, Polski, Czech, Słowacji, Węgier, Białorusi, Ukrainy, Mołdawii, Rumunii, Bułgarii, Słowenii, Chorwacji, Bośni i Hercegowiny, Czarnogóry, Serbii, Albanii, Macedonii Północnej oraz europejskich części Rosji i Turcji. W Azji rozprzestrzeniony jest od Syberii, Gruzji, Azerbejdżanu, Turcji i Izraela przez Kazachstan, Iran i Mongolię po północne i wschodnie Chiny, Rosyjski Daleki Wschód (w tym Sachalin i Wyspy Kurylskie), Koreę i północną Japonię. Na północy Europy sięga daleko poza koło podbiegunowe. Na południe dochodzi do północnych skrajów krainy orientalnej. W Polsce jest owadem pospolitym w całym kraju.

## Znaczenie gospodarcze
Owad ten często bywa wymieniany przez źródła z zakresu gospodarki leśnej jako szkodnik brzozy, jednak nie ma on znaczenia gospodarczego i nie wymaga zwalczania. Przy masowym pojawie niemal każdy liść młodej brzozy może być zwinięty w tutkę, jednak nie wyrządza to szkód. W roku następnym pędy zaatakowane przez tutkarza wytwarzają znacznie więcej biomasy, tym więcej, im bardziej były objedzone. Ulistnienie wytworzone w roku następnym na objedzonych pędach wykazuje większą ochronę przed fitofagami i jest przez nie znacznie mniej chętnie zjadane. Żerowanie tutkarzy nie wpływa na przeżywalność pędów ani poszczególnych pąków bocznych na długopędach. Tym bardziej nie odnotowano spadku liczebności opadanych przez niego drzew w wyniku jego żerowania.